# Cissus adnata
Cissus adnata es una especie de planta trepadora perteneciente a la familia Vitaceae. Se encuentra en Asia y Australia Occidental.

## Descripción
Es una liana leñosa con las ramillas cilíndricas, con crestas longitudinales, con densos pelos rizados de color herrumbre, y zarcillos bifurcados. Las hojas son simples, las dos superficies del mismo color cuando se secan; estípulas ovado-elípticas, de 1,5-2 x 1-1,5 mm, ápice obtuso; pecíolo 1.5-7 cm, densamente pilosos; la lámina de la hoja acorazonada, oval, de 6-11.5 × 5.5 8,5 cm, el envés con densos pelos de color herrumbre rizados, adaxialmente pubescentes cuando jóvenes, luego los pelos se caen y con algunos pelos sólo en las venas, las venas basales son 3-5, nervios laterales 5 o 6 pares. La inflorescencia umbeliforme, con pedúnculo de 1.5-4.5 cm, con densos pelos rizados de color herrumbre.El fruto es una baya de 7.6 × 6.5 mm. Tiene un número cromosomático de 2 n = 22.

## Distribución y hábitat
Se encuentra en los bosques, y matorrales, a una altitud de 500-1600 metros en Yunnan, Camboya, India, Laos, Birmania, Nepal, Tailandia, Vietnam y Australia, and Philippines

## Propiedades
El principio activo pallidol es un dímero de resveratrol que se encuentra en C. pallida.

## Taxonomía
Cissus adnata fue descrita por William Roxburgh y publicado en Flora Indica; or descriptions of Indian Plants 1: 423, en el año 1820.
Etimología
Cissus: nombre genérico que deriva del griego κισσος (kissos), que significa "hiedra".
adnata: epíteto latino que significa "unidos".
Sinonimia
- Cissus compressa Blume
- Cissus latifolia Vahl
- Cissus pallida (Wight & Arn.) Steud.
- Cissus simplex Blanco
- Vitis adnata (Roxb.) Wall.
- Vitis compressa (Blume) Backer
- Vitis simplex (Blanco) Burkill
- Vitis vitiginea var. adnata (Roxb.) Kuntze[7]